# Тростянец
Тростянец (на украински: Тростянець) е град в Украйна. Намира се в Сумска област, Ахтирски район. До 2020 година е бил част от Тростянски район. Намира се на 55 километра от областният град Суми. Основан е през 1660 година. През 1940 година получава статут на град. Населението на града е около 19 985 души.
През март 2022 година по време на Руското нападение над Украйна е окупиран от руските войски, но на 26 март Украйна си връща на контрола над града.
- Църква Благовещение
- Църква Възнесение
- Кръглият двор